# Agapios (Dritsas)
Agapios (světským jménem: Alexandros Dritsas; * 17. prosince 1959, Megara) je řecký duchovní Řecké pravoslavné církve, biskup kenchreonský a vikář korintské metropolie.

## Život
Narodil se 17. prosince 1959 v Megaře.
Roku 1978 nastoupil na bohoslovecký institut Athénské univerzity.
Dne 30. prosince 1984 byl v monastýru Makellarias (metropolie Kalavryta a Aigialeia) postřižen na monacha a přijal mnišské jméno Agapios.
Dne 24. února 1985 byl metropolitou kalavrytským Amvrosiem (Lenisem) rukopoložen na hierodiakona a 8. března 1987 na jeromonacha. Poté sloužil v kalavrytské metropolity. Od roku 1991 byl igumenem monastýru Vzkříšení v Loutraki.
Roku 2003 se stal epitropem korintské metropolie.
Dne 21. března 2019 byl Svatým synodem Řecké pravoslavné církve zvolen biskupem kenchreonským a vikářem korintské metropolie.
Dne 24. března 2019 proběhla v katedrálním chrámu svatého apoštola Pavla na Korintu jeho biskupská chirotonie. Světiteli byli metropolita korintský Dionysios (Mantalos), metropolita syroský Dorotheos (Polykandriotis), metropolita chalkiský Chrysostomos (Triantafyllou), metropolita zichnaiský Ierotheos (Tsoliakos), metropolita thevaiský Georgios (Mantzouranis), metropolita paronaxijský Kallinikos (Demenopoulos), metropolita thessaliotský Timotheos (Anthis), metropolita karpenisioský Georgios (Rempelos), biskup olenijský Athanasios (Bachos) a biskup andruský Konstantios (Panagiotakopoulos).